# 二ノ宮康平
二ノ宮　康平（にのみや　こうへい、1988年8月1日 - ）は、日本の元プロ男子バスケットボール選手。埼玉県さいたま市出身。背番号は2。

## 人物
身長173cm、体重70kg、血液型A型、ポジションはガード。
2004年、京北高等学校に進学。2006年、ウインターカップに出場し、1回戦・飛龍高校戦に勝ち、2回戦で明徳義塾に敗れた。
2007年、慶應義塾大学に入学。1年目からレギュラーとなり、2008年のインカレで優勝した。
2011年、JBLのトヨタ自動車アルバルク（現：アルバルク東京）に加入。
2017年、かつて日本代表アシスタントコーチを勤めていた佐々宜央ヘッドコーチ率いる琉球ゴールデンキングスへ移籍する。
2018年、琉球ゴールデンキングスを退団。同じB1西地区の滋賀レイクスターズに移籍。
2019年、滋賀を退団し、B2東地区の茨城ロボッツに移籍。
2020年、越谷アルファーズに移籍。2024年7月14日に現役引退を表明した。

## 記録
| シーズン    | チーム     | GP | GS | MPG  | FG%  | 3P%  | FT%  | RPG | APG | SPG | BPG | TO  | PPG |
| ----------- | ---------- | -- | -- | ---- | ---- | ---- | ---- | --- | --- | --- | --- | --- | --- |
| JBL 2011-12 | トヨタ     | 18 |    | 5.6  | .240 | .077 | .714 | 0.3 | 0.7 | 0.2 | 0   | 0.4 | 1.0 |
| JBL 2012-13 | トヨタ     | 21 |    | 4.3  | .286 | .278 | .625 | 0.5 | 0.7 | 0.1 | 0   | 0.3 | 1.2 |
| NBL 2013-14 | トヨタ東京 | 27 |    | 8.3  | .306 | .231 | .545 | 0.5 | 1.2 | 0.4 | 0   | 0.4 | 1.9 |
| NBL 2014-15 | トヨタ東京 | 39 |    | 16.1 | .422 | .410 | .786 | 1.3 | 1.8 | 0.9 | 0.0 | 1.0 | 5.7 |
| NBL 2015-16 | トヨタ東京 | 39 |    | 9.5  | .316 | .254 | .727 | 0.7 | 1.1 | 0.3 | 0.0 | 0.6 | 2.2 |
| B1 2016-17  | A東京      |    |    |      |      |      |      |     |     |     |     |     |     |

## 経歴
- 京北高等学校 - 慶應義塾大学 - トヨタ自動車アルバルク、トヨタ自動車アルバルク東京、アルバルク東京（2011年 - 2017年）- 琉球ゴールデンキングス（2017年 - 2018年）- 滋賀レイクスターズ（2018年 - 2019年）- 茨城ロボッツ（2019年 - 2020年）-　越谷アルファーズ（2020年 - 2024年）